# Eberhard z Nysy
Eberhard z Nysy (ur. ok. 1250, zm. 25 maja 1326 w Lidzbarku Warmińskim) – trzeci biskup warmiński.
Eberhard w 1284 był notariuszem biskupa Henryka Fleminga. Około 1287 roku otrzymał probostwo w Braniewie. W 1288 został kanonikiem warmińskim, a w 1289 kantorem kapituły warmińskiej. W 1290 był administratorem dóbr kapitulnych w komornictwie melzackim (obecnie Pieniężno). Był także długoletnim kanclerzem kapituły warmińskiej. Został biskupem Warmii po śmierci skonfliktowanego z Zakonem krzyżackim biskupa Henryka Fleminga i przyjął sakrę biskupią przed 6 października 1301. Kontynuował prace poprzednika nad kolonizacją diecezji, zasiedlając ją osadnikami ze Śląska. Nadał prawa miejskie Fromborkowi 8 lipca 1310. W październiku 1310 r. Eberhard wraz z innymi biskupami z Prus wystosował list do papieża, biorąc w obronę Krzyżaków przed zarzutami wysuwanymi w kurii papieskiej przez swego zwierzchnika, Fryderyka - arcybiskupa Rygi. W 1311 roku Eberhard i inni biskupi pruscy zostali obłożeni klątwą rzuconą na nich przez sędziego papieskiego przejeżdżającego przez Prusy i Warmię. Powodem do tego kroku okazało się niewypłacenie przez władze diecezjalne należnych sędziemu diet z tytułu przejazdu i postojów. O zdjęcie kary starali się biskupi w ciągu dwóch kolejnych lat poprzez prokuratora krzyżackiego stale obecnego w Awinionie. Analogicznie do akcji z 1310 roku zachowali się biskupi pruscy wraz z Eberhardem na jesieni roku 1323, gdy Krzyżacy starali się podważyć wiarygodność listów Giedymina, skierowanych przez pogańskiego władcę do Jana XXII w sprawie gotowości do schrystianizowania Litwy. Biskupi wystosowali więc pisma, w których, postępując zgodnie z polityką Zakonu, sugerowali nieszczerość deklaracji Giedymina.
Jego następcą na warmińskiej stolicy biskupiej był Jordan.